# Lancia Esagamma
Le Lancia Esagamma était un camion lourd fabriqué par le constructeur italien Lancia V.I., filiale de Lancia à partir de 1962. 
Comme de coutume chez Lancia, les noms des produits ont une origine grecque ; Esa en grec veut dire six - dans le cas de ce camion son moteur comprenait 6 cylindres.
L'Esagamma sera le dernier camion de l'histoire de Lancia V.I. qui sera racheté par Fiat V.I. en 1969 et transformé en constructeur de véhicules spéciaux, sous l'ère Fiat V.I. puis au sein du groupe IVECO. 
L'Esagamma sera décliné en 3 versions successives : 516, 519 et 520.

## Histoire
Au début des années 1960, le plus gros des camions de la gamme Lancia V.I. était l'Esadelta. Ce camion était apprécié mais ne pouvait pas assurer les transports lourds des transporteurs italiens qui disposaient des fameux Fiat 690 qui, avec une remorque à 4 essieux comme le porteur, pouvaient avoir un PTR de 44 tonnes avec une motrice de 200/220 Ch. L'Esadelta n'en disposait que de 132 !.
Le constructeur italien décida de créer un nouveau moteur et la version "C" de l'Esadelta en 1967 mais également de lancer l'étude d'un nouveau modèle : l'Esagamma.
À partir de 1960, après la fin des sanctions de guerre qui interdisaient à l'Italie de fabriquer des camions très lourds de type 6x4, l'ANFIA - Association des Constructeurs Automobiles Italiens - demanda la révision du code de la route afin de diminuer le nombre d'essieux tout en augmentant la charge à l'essieu. Le gouvernement italien, respectueux des accords européens, qui prévoyaient une uniformisation des poids et mesures des transports routiers, décida d'attendre ce texte. Cependant, il ne viendra jamais car un pays s'y opposa en fonction de ses "spécificités"... Le nouveau code de la route italien sortira en mars 1974 avec ses propres règles qui sont toujours en vigueur puisque ce même pays n'a jamais voulu d'uniformisation mais accorde des dérogations pour les transporteurs étrangers en transit.
Le nouvel Esagamma voit le jour dans une version baptisée "516" en 1962. C'est un nouveau moteur de 10,5 litres de cylindrée développant 197 Ch à 2.200 tours par minute. Le camion est proposé en version 4x2 avec deux empattements pour que les carrossiers spécialisés italiens puissent ajouter 1 ou 2 essieux et en faire un 8x2 en respectant le code italien qui autorisait un poids total de 22 tonnes sur le porteur.
La structure de son châssis était dimensionnée pour supporter des charges de 13 tonnes à l'essieu jumelé alors que, ce qui aurait dû devenir la règle était 12 tonnes mais, cela restait la charge la plus contraignante ... en France. En fait, le châssis était surtout dimensionné pour les 40 tonnes de sa version 4 essieux chantier en Italie. Cela le pénalisa beaucoup comme tous les autres camions italiens d'ailleurs qui ont des poids à vide plus élevés.

### Versions Esagamma 516
La première série d'Esagamma est baptisée du code usine "516".
Il disposait d'un moteur Lancia 6 cylindres en ligne de 10,5 litres aspiré, en alliage léger avec 4 soupapes par cylindre. La boîte de vitesses comportait 4x2 rapports synchronisés avec réducteur.
Dans un premier temps, seule la version "516 aspirée" sera commercialisée, mais très vite, la version tracteur pour semi-remorques "516 turbocompressée" est lancée avec le même moteur dont la puissance est de 228 Ch. 
Les véhicules destinés aux carrières et chantier de BTP ainsi que ceux exportés en Libye comportaient un parebrise en deux parties.
L'Esagamma connut, à ses débuts un bon succès avec 1.044 exemplaires immatriculés entre sa sortie en 1962 et juillet 1964. Il sera exporté principalement en Autriche et en Allemagne. Le gouvernement chinois en commanda une centaine dans une configuration particulière dans sa version aspirée avec une benne roche Isoli mais en 6x4 qui sera baptisée 516.35. 

### Version Esagamma 519
En fin d'année 1965, pour tenter de contrer l'hégémonie de son grand rival Fiat V.I. en Italie comme à l'exportation, et parce que plusieurs pays européens ont fait évoluer leur code de la route sur les poids des camions, Lancia présente la version "519". 
Son appellation restera celle du code usine "519" en Italie où les versions "516" et "519" se complètent. Sur les marchés étrangers, véritable cible du modèle, il sera baptisé Esagamma E. À l'extérieur, les seules modifications concernent les feux avant qui sont maintenant rectangulaires et incorporés dans le parechocs placé plus haut que sur la version "516". Côté mécanique, l'évolution est plus importante avec la puissance du moteur aspiré qui est portée de 197 à 207 Ch.
La conduite était toujours à droite pour les marchés italien et britannique, et à gauche pour les autres marchés d'exportation. Quasiment tous les 342 exemplaires de l'Esagamma "519" ont été exportés en Belgique, Autriche et Libye. Les versions libyennes sont parfaitement identifiables car les feux avant sont restés, code de la route libyen oblige, au même emplacement que sur la version "516". Le parechocs avant conserve l'empreinte de la découpe des feux "normaux".
En fin d'année 1967, les versions 516 et 519 seront remplacées par le 520.

### Esagamma 520
L'Esagamma "520" comporte deux modèles : 
- une version 4x2, tracteur de semi-remorques et porteur avec une multitude d'empattements pour satisfaire au maximum les carrossiers transformateurs en combinaisons 8x2,
- une nouvelle version encore jamais vue chez Lancia, une combinaison 6x4 avec une variante à la demande de Battaglino, 10x4. Les utilisations étaient surtout destinées aux chantiers et carrières en 6x4 mais également en tracteurs de citernes d'aéroports où la citerne avait une capacité de 80.000 litres. Une réalisation spécifique italienne de Viberti vite imité par Piaggio. Ces attelages pesaient presque 80 tonnes sur 6 essieux, ayant la bagatelle de 64 tonnes de carburant à transporter.

Les modèles "520" reprenaient la même motorisation aspirée que le "519". Seuls quelques aménagements intérieurs firent la différence.
Entre fin 1967, date de sa commercialisation, et l'arrêt de sa fabrication en fin d'année 1970, 1.893 exemplaires du camion ont été produits. L'Esagamma "520" a également été décliné en version autobus dont le châssis est resté en production jusqu'en 1978, et pour des utilisations militaires.

## Fin des camions Lancia
Le 1er janvier 1969, Lancia passe sous le contrôle de Fiat qui décide rapidement de suspendre la fabrication des poids lourds en raison du coût trop élevé par rapport à ses propres fabrications turinoises comme les Fiat 619 et Fiat 697 ; mais surtout en raison d'une production relativement peu importante de chaque modèle par rapport aux standards Fiat V.I.. L'usine Lancia de Bolzano, où étaient fabriqués tous les camions Lancia depuis l'après guerre fut transformée pour produire des véhicules spéciaux Fiat, destinés à la protection civile et aux militaires.

Les versions châssis pour autocar furent aussi très recherchées comme la version autocar GT 715 et bus urbain 718 qui permettront aux maîtres carrossiers italiens de se faire apprécier et reconnaître. De très grandes flottes de bus urbains Lancia composèrent les parcs de Milan et Rome.
La production globale du camion en Italie fut relativement faible : 6 648 exemplaires. Mais l'Esagamma fut aussi produit en Libye pour le marché africain où il était reconnaissable avec son immense pare-brise en deux parties. 
Le Lancia Esagamma sera exporté dans le réseau Lancia dans tous les pays d'Europe : Autriche, Belgique, France, Allemagne, Grèce, Yougoslavie, Pays-Bas, Royaume-Uni, Espagne et aussi en Chine et au Canada.

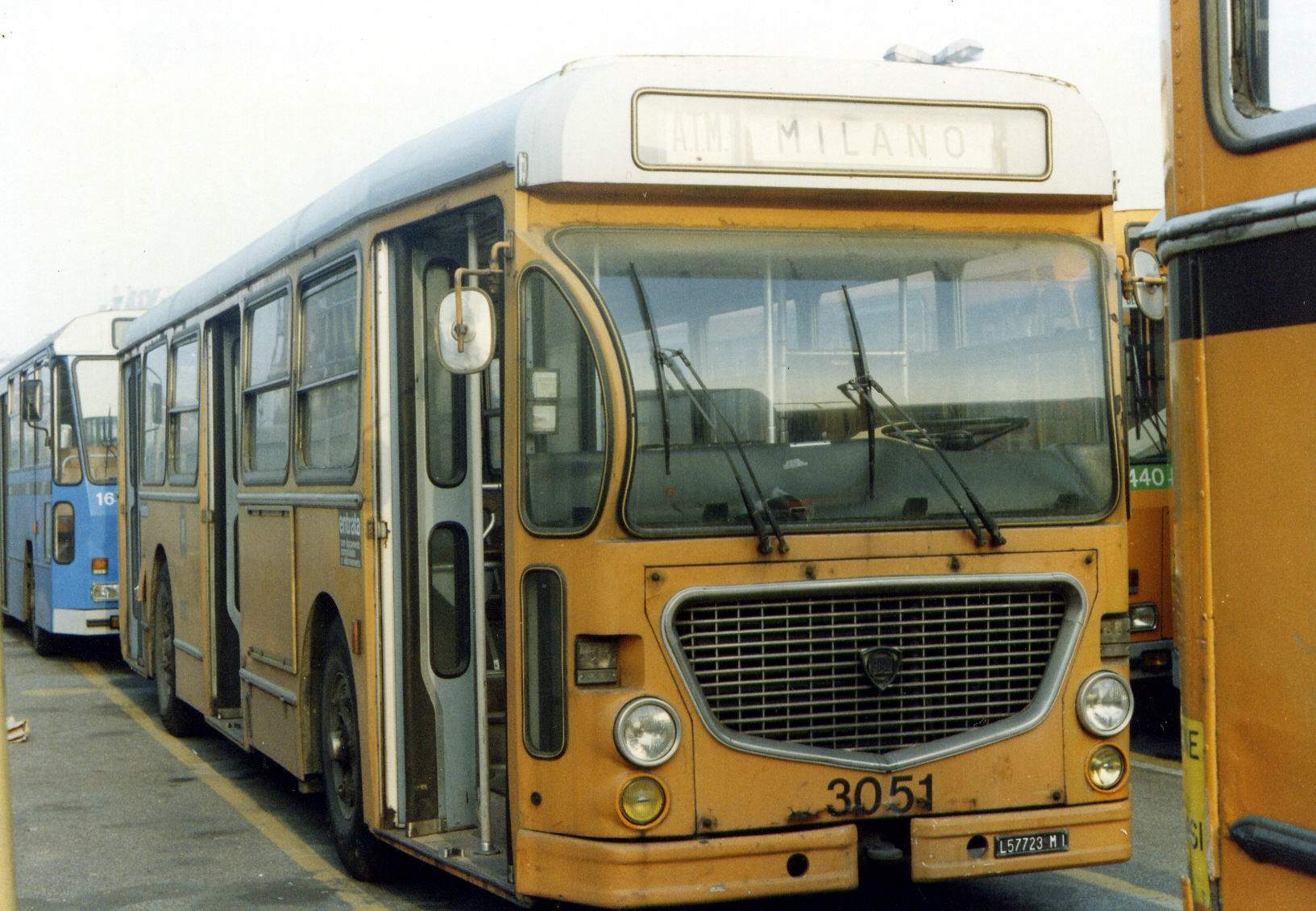
Bus urbain Lancia Esagamma 718

## Moteurs
Tous les moteurs Lancia qui équipèrent l'Esagamma comportaient 6 cylindres en ligne et 24 soupapes. Ils disposaient, et c'était une rareté à l'époque, d'un bloc en aluminium. La cylindrée était de 10 521 cm3. 
Les 13 derniers exemplaires produits seront équipés du moteur Fiat 8210.02 de 13 698 cm³ de cylindrée, le même que celui monté sur les Fiat 619, d'une puissance de 260 ch à 2 200 tours par minute.
- Versions camion avec moteur vertical :
  - 145 kW-197 ch pour le 516,
  - 152 kW-207 ch pour le 519,
  - 154 kW-209 ch pour le 520,
  - 168 kW-228 ch, version suralimentée par turbocompresseur pour le 516.

- Versions autobus avec moteur horizontal :
  - 138 kW-187 ch atmosphérique, pour le GT 715 et la version bus urbain 718,
  - 142 kW-193 ch atmosphérique pour le 718,
  - 174 kW-237 ch suralimenté pour le 718.